# کرمیت مینارد
کرمیت مینارد (انگلیسی: Kermit Maynard؛ ۲۰ سپتامبر ۱۸۹۷ – ۱۶ ژانویهٔ ۱۹۷۱) یک هنرپیشه اهل ایالات متحده آمریکا بود.